# Польских, Галина Александровна
Гали́на Алекса́ндровна По́льских (род. 27 ноября 1939, Москва, СССР) — советская и российская актриса театра, кино и дубляжа; народная артистка РСФСР (1979), лауреат Государственной премии РСФСР имени братьев Васильевых (1978).

## Биография
Родилась 27 ноября 1939 года в Москве. Отец — Александр Иванович Польских (1913—1942), погиб на фронте во время Великой Отечественной войны 18 декабря 1942 года под деревней Цапково Воронежской области. Мать — Зоя Герасимовна Польских, скончалась от туберкулёза лёгких в 1947 году. Девочка лишилась матери в восьмилетнем возрасте, но не попала в детский дом, поскольку соседи нашли в Беларуси её родную бабушку Ефросинью Андриановну, и та переехала из деревни в Москву ради внучки. Галя жила с бабушкой, работавшей уборщицей в овощном магазине на Сретенке, в полуподвальной девятиметровой комнатушке.
В 1964 году окончила ВГИК (мастерская С. А. Герасимова и Т. Ф. Макаровой) и была принята в труппу Театра-студии киноактёра.
Дебютом в кино стала главная роль семиклассницы Тани Сабанеевой в фильме «Дикая собака динго» (1962). На Международном кинофестивале детских фильмов в Венеции в 1962 году картина произвела фурор, получив главный приз «Лев святого Марка» и премию «Золотая ветвь» Национального центра фильмов для юношества.
В 1960-е годы Польских снялась также в фильмах «Я шагаю по Москве» (1964), «Верность» (1965), «Журналист» (1966), «Ожидания» (1966).
В 1970—1990-е годы в репертуаре актрисы появляются острохарактерные и комедийные роли: «Автомобиль, скрипка и собака Клякса» (1974), «По семейным обстоятельствам» (1977), «Суета сует» (1979), «За спичками» (1980), «Отцы и деды» (1982), сериал «Клубничка» (1996) и др. Лирико-драматическая линия продолжается в фильмах о Великой Отечественной войне — «Обратной дороги нет» (1970), «Фронт без флангов» (1974), «Фронт за линией фронта» (1977).
Актриса практически всегда появлялась в положительных образах, отрицательные роли были большой редкостью (работы в детективах «Ночное происшествие» (1980) и «Разорванный круг» (1987), где Польских играла отрицательные роли аферистки Укладовой и бандерши Лидии Васильевны).
Польских очень долго отказывалась от ролей в театре, её дебютом на театральной сцене стал спектакль «Держись, Голливуд!».
Играет в антрепризном спектакле в паре с Валентином Смирнитским и Ириной Жорж «Хочу купить вашего мужа» по комедии Михаила Задорнова в постановке Ольги Шведовой.
Несколько лет была в депрессии — внук Филипп в 2011 году, попав в аварию на мотоцикле, лишился ноги.
В середине июня 2015 года во время съёмок вместе с актёром Сергеем Гармашем в рекламном видеоролике «Холм» компании «Мегафон» на Соборной горе города Серпухова Московской области Галина Польских в результате падения сломала ногу.
Член Союза кинематографистов Российской Федерации, Российской академии кинематографических искусств.

### Личная жизнь
- Первый муж — Фаик Гасанов (1937—1965), кинорежиссёр. Познакомились во ВГИКе, когда Галина училась на первом курсе актёрского факультета, а будущий супруг — на третьем курсе режиссёрского[9][15][16]. В 1965 году Гасанов погиб в автокатастрофе под Одессой — он попал под трамвай недалеко от киностудии, где снимал свой фильм[17].
  - Дочь — Ирада Гасанова (Польских) (род. 1960[4]), окончила киноведческий факультет ВГИКа, работает[источник не указан 989 дней] вторым режиссёром[15][17].

Актриса вспоминала:
Баку — это мой второй город, у меня муж был бакинец. Он трагически погиб, когда я была на съёмках на Урале. Я очень любила его семью, его маму, и мы часто бывали в Баку. Там много родственников, до сих пор общаемся. Мама умерла (моя свекровь), вот мы сейчас с Ирадой… У нас был типично бакинский дом, с верандой, верёвки для белья протянуты и мне так нравилось, что все живут дружно, угощают друг друга, перенимают рецепты.
- Второй муж — Александр Сурин (1939—2015)[7], режиссёр, сын директора «Мосфильма». Этот брак Польских называет случайным. По её словам, это был курортный роман, закончившийся рождением дочери Марии[17]. Поженились в 1967 году[19]. Расстались, не прожив вместе и года[9]. После развода Польских с сыном влиятельного чиновника режиссёры предпочитали с ней не связываться и не приглашали актрису на кинопробы, боясь, что её не утвердят[19].
  - Дочь — Мария Сурина (род. 1968), окончила Университет дружбы народов имени Патриса Лумумбы, занимается бизнесом, замужем за ливанцем[4][17]. В детстве снялась в трёх фильмах: «Осенний подарок фей» (1984), «Змеелов» (1985) и «Выше Радуги» (1986).
    - Внук — Филипп Шеббо (Филипп Мохамад Шеббо Монзер; род. 4.2.1992), сын гражданина Ливана, учился в Бейруте и в Лондоне[11][17].

## Творчество

### Роли в театре
- «Держись, Голливуд!» по пьесе Н. Саймона (антреприза)[7][9]
- «Последняя попытка»[9]
- «Динь-динь»[9]
- «Сокровища острова Пеликан» по произведению Д. Б. Пристли[7]
- «Хочу купить вашего мужа» (антреприза) по комедийной пьесе «Последняя попытка» М. М. Задорнова (режиссёр — Ольга Шведова) — Елена Владимировна, жена Андрея Васильевича[15][7]

### Фильмография

#### Роли в кино
- 1959 — Белые ночи — эпизод на балу (нет в титрах)
- 1961 — Наш общий друг — Катя Карпенкова (нет в титрах, эпизодическая роль)
- 1962 — Дикая собака динго — Таня Сабанеева (главная роль)
- 1962 — Лестница — Лена
- 1963 — Я шагаю по Москве — Алёна, продавщица ГУМа в отделе грампластинок
- 1964 — Жили-были старик со старухой — Галя, соседка Валентина
- 1965 — Верность — Зоя
- 1966 — Ожидания — Таисия Корычева, почтальон
- 1967 — Журналист — Шура Окаёмова, формовщица на заводе, бригадир
- 1967 — Баллада о комиссаре — Анна Черкасова
- 1968 — Мне было девятнадцать / Ich war neunzehn (ГДР) — советская девушка, военный регулировщик
- 1969 — Знаки на дороге / Znaki na drodze (Польша) — Ядвига
- 1970 — Обратной дороги нет — Галя
- 1971 — Держись за облака (СССР, Венгрия) — Маруся
- 1971 — Тени исчезают в полдень — Клавдия Никулина
- 1972 — Двуликий Янус / Januskopf — Валя Сладкова
- 1973 — Ринг — Наташа, жена Исаева, актриса кукольного театра
- 1974 — Ищу мою судьбу — Надежда Ивановна, учитель, депутат горсовета
- 1974 — Фронт без флангов — Зина, медсестра
- 1974 — Автомобиль, скрипка и собака Клякса — Татьяна Алексеевна, мать Хорошаевых
- 1975 — Мой дом — театр — Агафья Ивановна (Ганя), жена Островского
- 1975 — Когда наступает сентябрь — Настасья Васильевна, дворник
- 1976 — Додумался, поздравляю! — Людмила Леонидовна Чернова, мать Юрия
- 1976 — Дни хирурга Мишкина — Галина Степановна
- 1977 — По семейным обстоятельствам — Галина Аркадьевна, мать Лиды и тёща Игоря (главная роль)
- 1977 — Портрет с дождём — Клавдия Шишкина
- 1977 — Фронт за линией фронта — Зина, медсестра
- 1978 — Однокашники — Надя, жена Шергова
- 1979 — Суета сует — Марина Петровна, инспектор ЗАГСа, жена Бориса Ивановича (главная роль)
- 1980 — За спичками (СССР, Финляндия) — Кайса Кархутар, невеста Юсси Ватанена
- 1980 — Ночное происшествие — Галина Семёновна Укладова, она же Лидия Васильевна Плетнёва, преступница-рецидивистка
- 1980 — Неоконченный урок — Екатерина Николаевна Малькова
- 1980 — Коней на переправе не меняют — Таня, жена Серафима Мячкина
- 1980 — Частное лицо — Нина Афанасьевна Петрова
- 1981 — Отставной козы барабанщик — Лариса Чупрун, жена Гаврилы
- 1981 — Честный, умный, неженатый… — Анна Дольникова
- 1981 — Брелок с секретом — Олимпия Петровна (главная роль)
- 1982 — Свидание с молодостью — Зинаида, врач
- 1982 — Отцы и деды — Людмила Александровна Лукова (мама Люся), жена Павла
- 1982 — Нежданно-негаданно — Валентина Сергеевна, заведующая сберкассой
- 1982 — Нас венчали не в церкви — матушка, жена отца Василия, мать Ларисы Чемодановой
- 1982 — Гонки по вертикали — Зося, подруга «Батона»
- 1983 — Белые росы — Маруся, жена Василия Ходаса
- 1983 — Витя Глушаков — друг апачей — Клавдия Матвеевна Скворцова, мать Нины
- 1983 — Парк — Матисс
- 1983 — Золотые рыбки — Ксения Удалова
- 1984 — Мой избранник[20] — Вера Михайловна Кабакова, директор завода
- 1984 — Тихие воды глубоки — Валентина, жена Свешнева
- 1984 — Песочные часы — Надя
- 1984 — Рассмешите клоуна — Галя, работник общепита (зрительница в цирке, напросившаяся на арену вместо клоунской «подсадки»)
- 1985 — От зарплаты до зарплаты — Галина Ивановна Лукьянова
- 1985 — Воскресный папа — Зоя Александровна, мама Маши, тёща Дмитрия Сергеева
- 1985 — Змеелов — Нина, сестра Павла Шорохова
- 1986 — Выше Радуги — Александра Ильинична, старший тренер юношеской сборной по прыжкам в высоту
- 1986 — Повод — Клавдия Маешкина, работница молочной фермы
- 1987 — Друг — Элеонора Францевна, директор химчистки, начальник «Колюна»
- 1987 — Акселератка — Ирина Красновязова
- 1987 — Разорванный круг — Лидия Васильевна, неофициальная жена Львова
- 1987 — Мы — ваши дети — Александра Ивановна Демидова, директор ПТУ
- 1987 — Под знаком Красного Креста — Татьяна Васильевна
- 1987 — Человек с бульвара Капуцинов — миссис Мегги Томпсон, многодетная мать
- 1988 — Ёлки-палки! — Клава, сестра Николая Князева
- 1988 — Пусть я умру, господи… — Клавдия Ивановна, воспитательница детского дома
- 1989 — Светлая личность — Лидия Пташникова
- 1989 — Казённый дом — Тамилла Александровна, директор детского дома
- 1990 — Мордашка — мать Гены
- 1991 — Бабочки — мама
- 1991 — Похороны на втором этаже — мать капитана Бугрова
- 1992 — Плащаница Александра Невского — Ольга Андреевна, потерпевшая
- 1992 — Три августовских дня (Россия, США) — Анна Власова
- 1992 — Белые ночи — тётушка Насти
- 1992 — Большой капкан, или Соло для кошки при полной Луне — судья
- 1992 — Быть влюблённым — Светлана Николаевна
- 1992 — Невеста из Парижа — Вера, мать Володи
- 1993 — Аляска Кид (Россия, ФРГ, Польша) — Элли Кинкейд
- 1993 — Американский дедушка — Маргарита Семёновна Костылёва, сослуживица
- 1993 — Заговор скурлатаев (Россия, Белоруссия) — Маша, новая жена отца (нет в титрах)
- 1994 — По следу телеграфа (Франция) — эпизод
- 1994 — 1998 — Петербургские тайны — Эльза Францевна, акушерка
- 1995 — Любить по-русски — Катерина Ивановна
- 1996 — Любить по-русски 2 — Катерина Ивановна, жена Валерьяна Мухина
- 1996 — Клубничка — Клотильда Павловна, мать Леонида
- 1999 — Любить по-русски 3: Губернатор — Катерина Ивановна, жена Валерьяна Мухина
- 1999 — Опять надо жить — Татьяна, тётя Ольги
- 1999 — Женщин обижать не рекомендуется — Настя, секретарь главы компании
- 1999 — Ультиматум — Зинаида Ивановна, медсестра кардиологического отделения
- 2000 — Граница. Таёжный роман — Мария, жена полковника Борзова
- 2000 — Афинские вечера — Людмила
- 2000 — Остановка по требованию — Нина Павловна, мать Андрея
- 2001 — Русский водевиль — Мордашкина
- 2001 — Леди Бомж — Маргарита Фёдоровна Щеколдина, городской судья
- 2001 — Леди Босс — Маргарита Фёдоровна Щеколдина, бывший судья, мэр города
- 2002 — 2003 — Трое против всех — Лариса
- 2004 — Русское — Нина Павловна, главный врач «Сабурки»
- 2004 — Холостяки — мать Толи Тетерина
- 2004 — Моя прекрасная няня (серия № 40) — Елизавета Шаталина, мать Максима Викторовича Шаталина, бабушка Марии, Дениса и Ксении
- 2004 — Мы умрём вместе — мать Жени
- 2004 — Любовь слепа — тётя Лиза
- 2004 — Одинокое небо — Мария
- 2005 — Самая красивая — соседка
- 2005 — Мошенники — Ольга Натановна, «челночница»
- 2005 — Риэлтор — Клавдия Гавриловна, мать Мити
- 2005 — Доктор Живаго — Серафима (монахиня), Екатерина (библиотекарь) и Полина (служащая) Микулицыны, сёстры-близнецы[21]
- 2005 — Талисман любви — Ульяна Ковригина, няня в семье Уваровых
- 2005 — Адъютанты любви — Мадлен, старая проститутка
- 2005 — Сумасбродка — Стелла Марковна, мать Костика
- 2006 — Пороки и их поклонники (Россия, Украина) — Лизавета Огус
- 2006 — Я остаюсь — Светлана Юрьевна
- 2006 — Всё включено (Россия, Украина) — пани Евдокия Романовна Охлопкова, мать Мити
- 2006 — На реке Девице
- 2007 — Мачеха — Нина Александровна Золотарева, бабушка Леси
- 2007 — На пути к сердцу — Евсеевна
- 2007 — Идеальная жена (Россия, Белоруссия, Украина) — мать Вики
- 2007 — Неуловимая четвёрка — Ольга Натановна, «челночница»
- 2007 — Оплачено смертью — Зверева
- 2008 — Я знаю, как стать счастливым
- 2008 — 2010 — Ранетки — Елизавета Матвеевна Копейкина, учительница русского языка и литературы
- 2008 — Взрослые игры — Нина Александровна Золотарева, бабушка Леси
- 2008 — Не торопи любовь (Украина) — мать Кати
- 2009 — Одна семья — Вера Николаевна, мать Киры, бабушка Анфисы
- 2009 — Синдром Феникса — Эмма Петровна Обходимова, соседка Татьяны
- 2009 — Шёпот оранжевых облаков — Нюра, мать Антона
- 2009 — Операция «Праведник» — работник регистратуры в поликлинике
- 2009 — Дом без выхода — Галина Ивановна, домоправительница в доме Кирилловых
- 2010 — Маршрут милосердия — Надежда Константиновна
- 2010 — Связь времён — мама Маши
- 2010 — Классные мужики — Елизавета Сергеевна, бабушка Сени
- 2010 — Журов 2 (серии № 3—4 «Письма оттуда») — Алевтина Ивановна Сиплярская, заслуженная артистка
- 2011 — Светофор — Людмила Евгеньевна, мать Севы, учительница русского языка (4—7 сезоны)
- 2011 — Весна в декабре — Анна Михайловна, мать Вадима
- 2011 — Дорогой мой человек — Зинаида Михайловна Бакунина, терапевт
- 2011 — Контригра — Елена Васильевна Трубецкая, княгиня, ветеран Первой мировой войны, участница французского движения Сопротивления, заведующая машинным бюро
- 2011 — Улыбка судьбы — Любовь Васильевна
- 2011 — Фарфоровая свадьба — мать Олега
- 2011 — Кровинушка — Тамара Ивановна
- 2012 — Выхожу тебя искать 2 (Украина) — Оксана Павловна, мать Светланы Тришиной
- 2012 — Время любить (Украина) — Алла Леонидовна, мать Марины
- 2013 — Второе восстание Спартака — бабушка Спартака и Влады
- 2013 — Второе дыхание — Галина Ивановна Сахарова, мать Риты
- 2013 — Женщины на грани (серия № 3 «Семейные проблемы») — Софья Скуратовна Милецкая[22]
- 2013 — Поцелуйте невесту — Вера Александровна
- 2014 — Дневник мамы первоклассника — Инна Яновна, завуч школы
- 2014 — Тайна тёмной комнаты
- 2014 — Чудотворец — Анна Владимировна Арбенина, мать Николая и Юрия
- 2014 — Прошу поверить мне на слово — Полина Алексеевна Болотина, соседка Александры
- 2016 — Напарницы — Екатерина Петровна, соседка Ларисы
- 2016 — Моя любимая свекровь — Маргарита Георгиевна, мать Михаила
- 2016 — Опасные каникулы — Нина Павловна
- 2017 — Чисто московские убийства — Валентина
- 2017 — Моя любимая свекровь 2 — Марго
- 2017 — Волшебник — Матрёна, деревенская целительница
- 2017 — Портрет второй жены — Олимпиада Леонидовна, квартирная хозяйка
- 2018 — Мама — завуч
- 2018 — Анатомия убийства (фильм первый «Скелет в шкафу») — Раиса Борисовна Самсонова
- 2018 — Хорошая жена — Нина Ивановна, мать прокурора Филиппова, свекровь Алисы
- 2019 — Холодные берега — Лариса Викторовна Воронцова
- 2019 — Московский романс — камео
- 2020 — Филатов — мама Филатова
- 2020 — БУМЕРанг — вдова
- 2020 — Смерть в объективе — Регина Аркадьевна Рыкова
- 2020 — Спасите Колю! — Зося Петровна
- 2021 — Арбатские тайны — Дуся
- 2021 — Холодные берега. Возвращение — Лариса Викторовна Воронцова
- 2021 — Умная Маша — бабушка Константина
- 2022 — Ева, рожай! — бабушка Евы
- 2023 — Ёлки 10 — Тамара
- 2023 — У людей так бывает — Галина
- 2023 — Родные люди (новелла «Москва. Вальсы») — Лидия Михайловна

#### Роли в киножурнале «Ералаш»
- 1996 — Выпуск № 115 (сюжет «Порча») — Клавдия Семёновна
- 2004 — Выпуск № 173 (сюжет «Звёзды говорят…») — бабушка

### Озвучивание
- 1966 — Потом наступит тишина (Польша) — Зося (роль Барбары Солтысик)
- 1971 — Молодые — Женя (роль Любови Нефёдовой)
- 1978 — Бархатный сезон (СССР, Швейцария) — Лиз Бредвери (роль Валентины Игнатьевой)
- 1979 — Город принял — Маргарита Борисовна Ушакова, врач (роль Инны Алениковой)

## Признание
- Заслуженная артистка РСФСР (1969)
- Государственная премия РСФСР имени братьев Васильевых (1978) — за исполнение роли медсестры Зины в героической киноэпопее «Фронт без флангов» (1974), «Фронт за линией фронта» (1977)
- Народная артистка РСФСР (1979)
- орден «За заслуги перед Отечеством» IV степени (1999) — за большой вклад в развитие киноискусства[23]

## Документальные фильмы и телепередачи
- «Галина Польских. „В роли счастливой женщины“» («Первый канал», 2009)[24]
- «Галина Польских. »Мой серебряный шар"" («Россия», 2009)[25]
- «Галина Польских. „Под маской счастья“» («ТВ Центр», 2014)[26]
- «Галина Польских. „По семейным обстоятельствам“» («Первый канал», 2014)[27][28]
- «„Звёзды советского экрана“: Галина Польских» («Москва 24», 2021)[29]
- «Галина Польских. „Я нашла своего мужчину“» («ТВ Центр», 2022)[30]